# Ильманейтси
И́льмане́йтси (эст. Ilmaneitsi) — персонаж эстонского народного эпоса «Калевипоэг». Упоминается в десятой песне эпоса. Описание Ильманейтси также даёт в своих трудах по эстонской мифологии фольклорист и священнослужитель Матиас Иоганн Эйзен, автор первого перевода на эстонский язык карело-финского эпоса «Калевала».

## Эпос «Калевипоэг». Песнь десятая
Болото Кикерпяра * Золото Водяного * Состязание в силе * Уплата долга за меч * Колечко девы Ильманейтси
Калевипоэг решает сторговать лошадь для пахоты и с этой целью отправляется в дорогу со своими друзьями. Им приходится участвовать в споре братьев-злыдней, которые не могут поделить между собой болото Кикерпяра; торговаться с водяным за ограду воды для ловли рыбы; избавляться от злобных и хитрых бесов; Калевипоэгу — соревноваться с водяным в метании камней и перетягивании дубинки. Хитростью они заполучают золото водяного.
Калевипоэг даёт наказ Алевипоэгу отправляться к нему домой за деньгами, скотом и зерном, чтобы расплатиться всем этим перед финским кузнецом за выкованный им богатырский меч, а сам вечером укладывается на землю под кустами отдохнуть. Когда всё вокруг затихает, появляется Ильманейтси:
Дева света, Ильманейтси,

Дочь пленительная Кыуэ,

Сизокрылая синичка

Долго реяла-кружила,

Залетела в лес глубокий,

Где не хаживало стадо,

Где не щёлкал бич пастуший,

Лишь в ветвях шуршала птица

Да во мху змея скользила, —

Там красавица летала,

Меж ветвей резвясь, играя.
В лесу был колодец, к которому вели людские тропки и тропы стад.
Дева света, Ильманейтси,

Дочь пленительная Кыуэ,

Стала черпать из колодца,

Серебристою бадейкой

На цепочке золочёной.
Мимо пробегал леший, увидел чудо-девушку и прискакал к ней.
Дева света, Ильманейтси,

Дочь пленительная Кыуэ,

Лешего перепугалась,

Над водой рукой взмахнула,

С пальца перстень уронила.

Дева света, Ильманейтси,

Дочь грохочущего Кыуэ,

Сизокрылая синица,

Горько жаловаться стала,

Стала друга звать на помощь:

Кто-то перстень ей достанет

Золотой со дна колодца?
Калевипоэг слышит жалобы девушки и, подойдя к ней, спрашивает, о чём она тоскует.
Дева света, Ильманейтси,

На него взглянула нежно

И приветливо пропела:

— Что я, девушка, тоскую?

Что, кудрявенькая, плачу?

Как бадейку я спускала,

Перстень с пальца уронила, — 

Укатился перстень в воду.
Калевипоэг прыгает на дно колодца искать девичий перстень. В это время сбегаются бесы, прикатывают жернов и опрокидывают его в колодец, чтобы искалечить Калевипоэга. Но Калевипоэг обшаривает глубокое дно и выпрыгивает на край колодца, а на пальце у него — жернов, как колечко. И спрашивает Калевипоэг:
— Дева света, Ильманейтси,

Дочь пленительная Кыуэ,

Сизокрылая синичка,

Уж не это ли твой перстень,

Что упал на дно колодца,

С пальца в воду укатился?

Долго я копался в тине,

Ничего там не нащупал,

Кроме этого колечка!
На этом песнь десятая заканчивается.

## Сущность Ильманейтси
Изменения погоды побуждали древнего человека изучать причины такого появления. Но, поскольку он был не способен их объяснить, стала использоваться поэзия. В стихах изменения погоды объясняются влиянием воздушной девушки, Ильманейтси.
Девы погоды, как летающие высокие женские сущности, упоминаются и в финских, и в эстонских народных песнях. В эпосе «Калевала» Укко потирает свои ладони, и от этого потирания рождаются три девочки погоды. В эстонских народных песнях рассказывается о рождении только одной Ильманейтси: юная девушка украшает себя, идёт в лес по ягоды и становится красивой от поедания ягод. Затем она уходит, сияя, на край света и не возвращается оттуда по зову родителей. В песнях сету известны четыре девы погоды, которые ткут золотые, серебряные и медные ткани.
Крейцвальд называет Ильманейтси дочерью Кыуэ и наделяет её атрибутом сказочной птицы с синими перьями, о которой поётся в эстонской лиро-эпической «Песни о сотворении». Эта птица, летая в поисках гнезда, находит три куста: синий, красный и золотистый. Она выбирает для гнезда золотой куст, кладёт яйца и высиживает трёх сыновей. Одного сына она делает Солнцем, другого — Месяцем, третьего — Звездой. Матиас Иоганн Эйзен, однако, считает, что у Ильманейтси нет ничего общего с этой синей птицей.